# Biblioteki fachowe
Biblioteki fachowe – biblioteki prowadzące działalność informacyjną niezbędną do realizacji określonych zadań zawodowych, w tym produkcyjnych, technicznych.
Zadania:
- gromadzenie i udostępnianie materiałów bibliotecznych zgodnych ze specjalizacją zakładów pracy,
- gromadzenie i udostępnianie informacji naukowych, technicznych, ekonomicznych i organizacyjnych,
- opracowywanie i udostępnianie informacji naukowych, technicznych, ekonomicznych i organizacyjnych ma życzenie i według potrzeb użytkowników biblioteki,
- poznawanie zainteresowań i potrzeb informacyjnych pracowników poprzez badania,
- uczenie pracowników zakładu korzystania z warsztatu informacyjnego biblioteki,
- prowadzenie doradztwa w zakresie kształcenia i doskonalenia zawodowego pracowników zakładu,
- upowszechnianie czytelnictwa.